# Гвінет Ківорт
Гвінет Ківорт (англ. Gwyneth Keyworth; нар. 15 вересня 1990, Абериствіт, Велика Британія) — британська театральна та кіноакторка.

## Біографія
Гвінет Ківорт народилася 15 вересня 1990 року у Абериствіті. Закінчила Королівську академію драматичного мистецтва (2014).

## Телебачення
- Гра престолів (2015)
- Чорне дзеркало (2017)